# گروه پی‌پی‌اچ‌ئی
گروه پی‌پی‌اچ‌ئی (انگلیسی: PPHE Hotel Group) شرکت مهمان‌نوازی بریتانیایی است، که در سال ۱۹۸۹ تأسیس شد.